# Empoasca speciosa
Empoasca speciosa är en insektsart som beskrevs av Young 1953. Empoasca speciosa ingår i släktet Empoasca och familjen dvärgstritar. Inga underarter finns listade i Catalogue of Life.